# Струмишка артилерийска бригада
Струмишката артилерийска бригада „Гоце Делчев“ е комунистическа партизанска единица във Вардарска Македония, участвала в така наречената Народоосвободителна войска на Македония.
Създадена е на 8 октомври 1944 година. Командир на бригадата е капитан Иван Щериев, а политически комисар Боро Камберски. Тъй като командира Щериев отсъства на негово място е командир поручик Андрея Русяковски. Състои се от 25 артилерийци, а към тях се присъединяват малко по-късно и части от Народоосвободителна бригада „Гоце Делчев“, с което съставът на бригадата достида до 350 души. Разделена е на 2 батареи с 3 планински и 4 противотанкови оръдия. Първата батарея действа по направлението Царево село (Делчево)-Кочани-Щип под командването на капитан Сапунджиев, а втората към Царево село-Берово-Струмица-Криволак под командването на Александър Минчевски. По-късно започва реорганизация на артилерийските единици и на 16 декември бригадата влиза в състава на Първа македонска артилерийска бригада.

## Команден състав
- Иван Щериев – командир
- Андрея Русяковски – командир при отсъствието на Щериев
- Боро Камберски – политически комисар
- Борис Арсовски – заместник-политически комисар